# Crumar
Crumar was een Italiaanse fabrikant van muziekinstrumenten. De naam is een afkorting van oprichter Crucianelli en zakenpartner Marchetti.

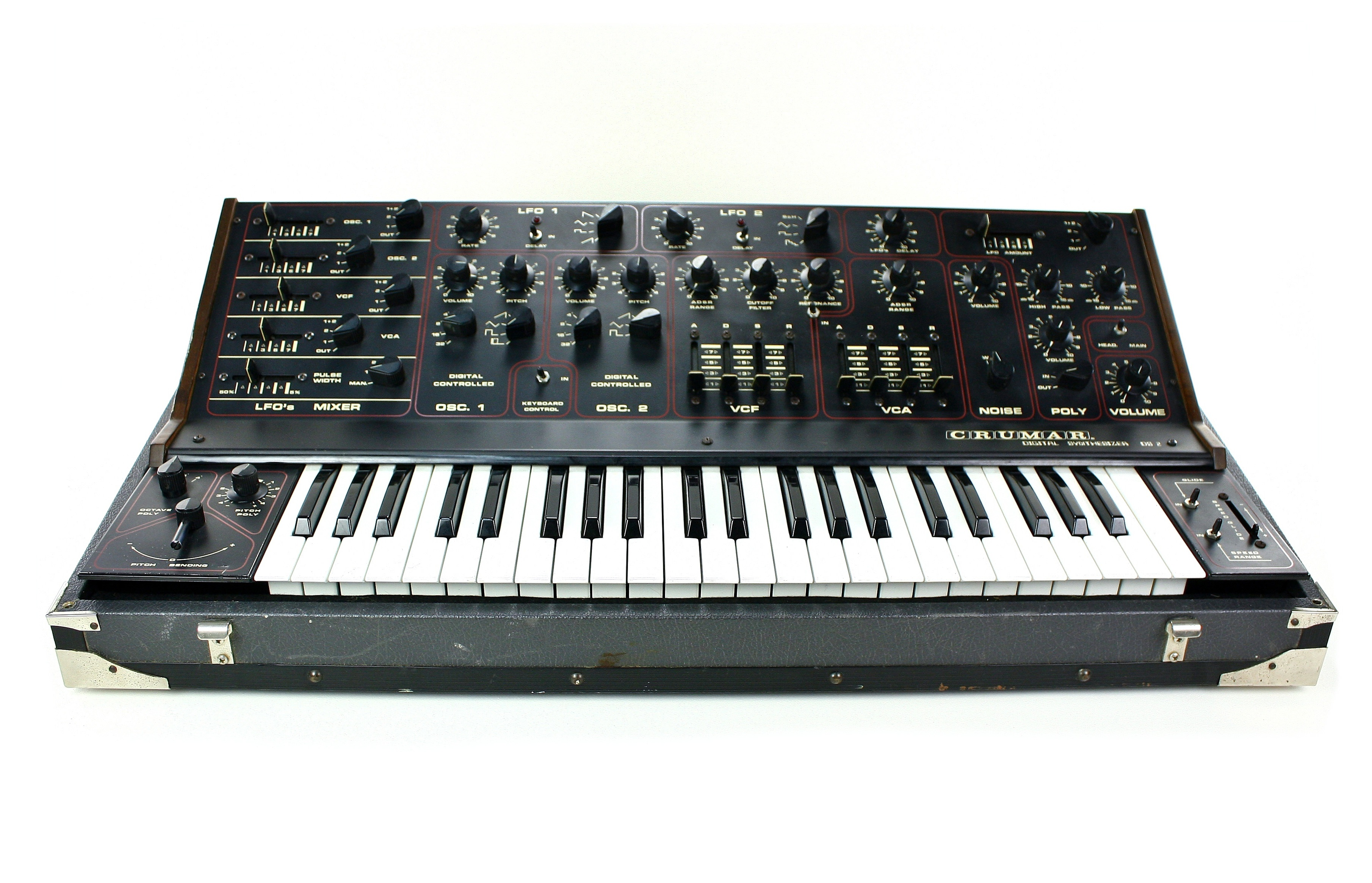
DS-2 (1978)

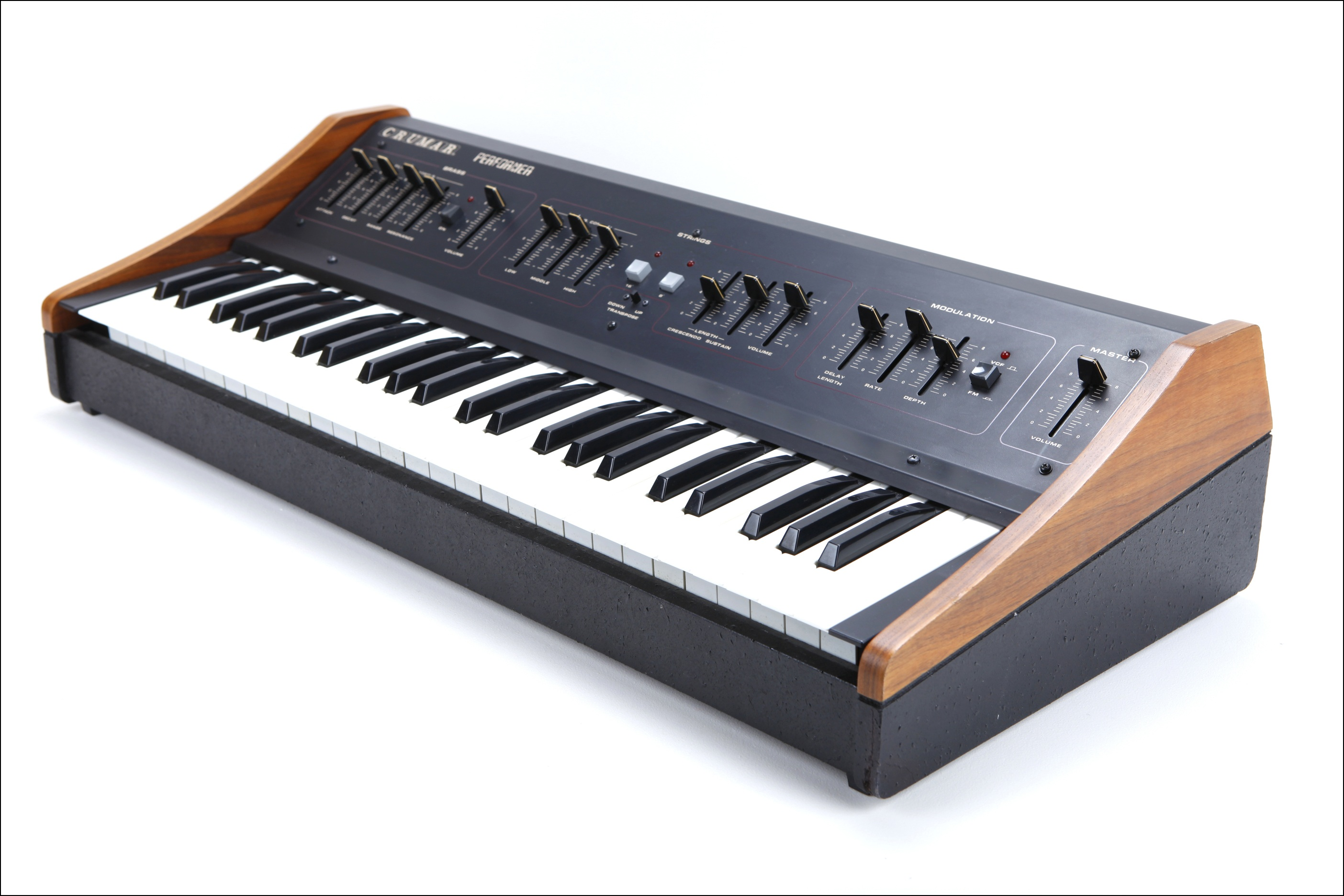
Performer (1979)

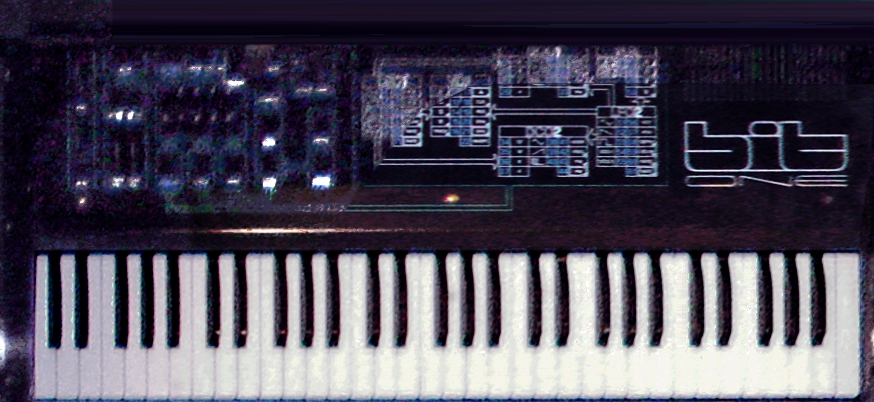
Bit One (1984)

## Geschiedenis
Crumar werd opgericht in 1969 door Mario Crucianelli en produceerde aanvankelijk elektronische piano's en synthesizers. Enkele modellen uit de jaren 70 zijn de Compac-piano, Compac-string, Pianoman en Stringman. Het bedrijf was in die tijd ook bekend om zijn nabootsing van orgelklanken met de Organizer, T1, T1/C, T2 en T3.
Het bedrijf produceerde in de jaren 70 en 80 synthesizers en keyboards. In 1978 bracht het zijn eerste volledige synthesizer uit, de DS-2, met een van de eerste digitaal-gestuurde oscillators. De Spirit-synthesizer uit 1983 werd ontworpen door Bob Moog.
Crumar ontwikkelde samen met Music Technology de GDS (General Development System), een digitaal muzieksysteem met microprocessor en diskdrive dat in 1980 werd uitgebracht voor een bedrag van 30.000 dollar. Het systeem werd door Wendy Carlos gebruikt op het album Tron, naar de gelijknamige film uit 1982.
In 1984 begon Crumar met het produceren van polyfone synthesizers zoals de Bit One en Bit 99.
Vanwege de concurrentie van Japanse fabrikanten stopte het bedrijf in 1987 met zijn activiteiten.
In 2008 werd de merknaam gekocht door een nieuw Italiaans bedrijf, dat opnieuw keyboards uitbracht onder de Crumar-naam.

## Producten
- Compac-piano (1972)
- Compac-string (1973)
- Pianoman, Stringman, Organizer (1974)
- Multiman (Orchestrator) (1975)
- Multiman-S (1977)
- Organizer T1, T2 (1978)
- DS-2 (1978)
- Performer (1979)
- GDS (1980)
- T1/C, T3 (1981)
- Spirit (1983)
- Bit One (1984)
- Bit 99 (1985)

- Baby Grand, Bassman en Mojo (2008)
- Seven (2018)

## Bekende gebruikers
De muziekinstrumenten van Crumar zijn onder andere gebruikt door Rockets, Pooh, Vangelis, Sneaker Pimps, Derek Sherinian, Sun Ra, Nick Rhodes, Klaus Schulze, Mike Barson en Wendy Carlos.